# Držkovce
Držkovce, ungarisch Deresk ist eine Gemeinde in der südlichen Mittelslowakei mit 569 Einwohnern (Stand 31. Dezember 2024), die zum Okres Revúca, einem Kreis des Banskobystrický kraj, gehört und in der traditionellen Landschaft Gemer liegt.

## Geographie
Die Gemeinde befindet sich im Bergland Revúcka vrchovina im Slowakischen Erzgebirge, im Tal des Východný Turiec im Einzugsgebiet der Slaná. Das Ortszentrum liegt auf einer Höhe von 225 m n.m. und ist 17 Kilometer von Tornaľa sowie 30 Kilometer von Revúca entfernt.
Nachbargemeinden sind Prihradzany im Norden, Šivetice im Nordosten, Licince im Osten und Südosten, Leváre im Süden, Skerešovo im Westen sowie Višňové und Kameňany im Nordwesten.

## Geschichte

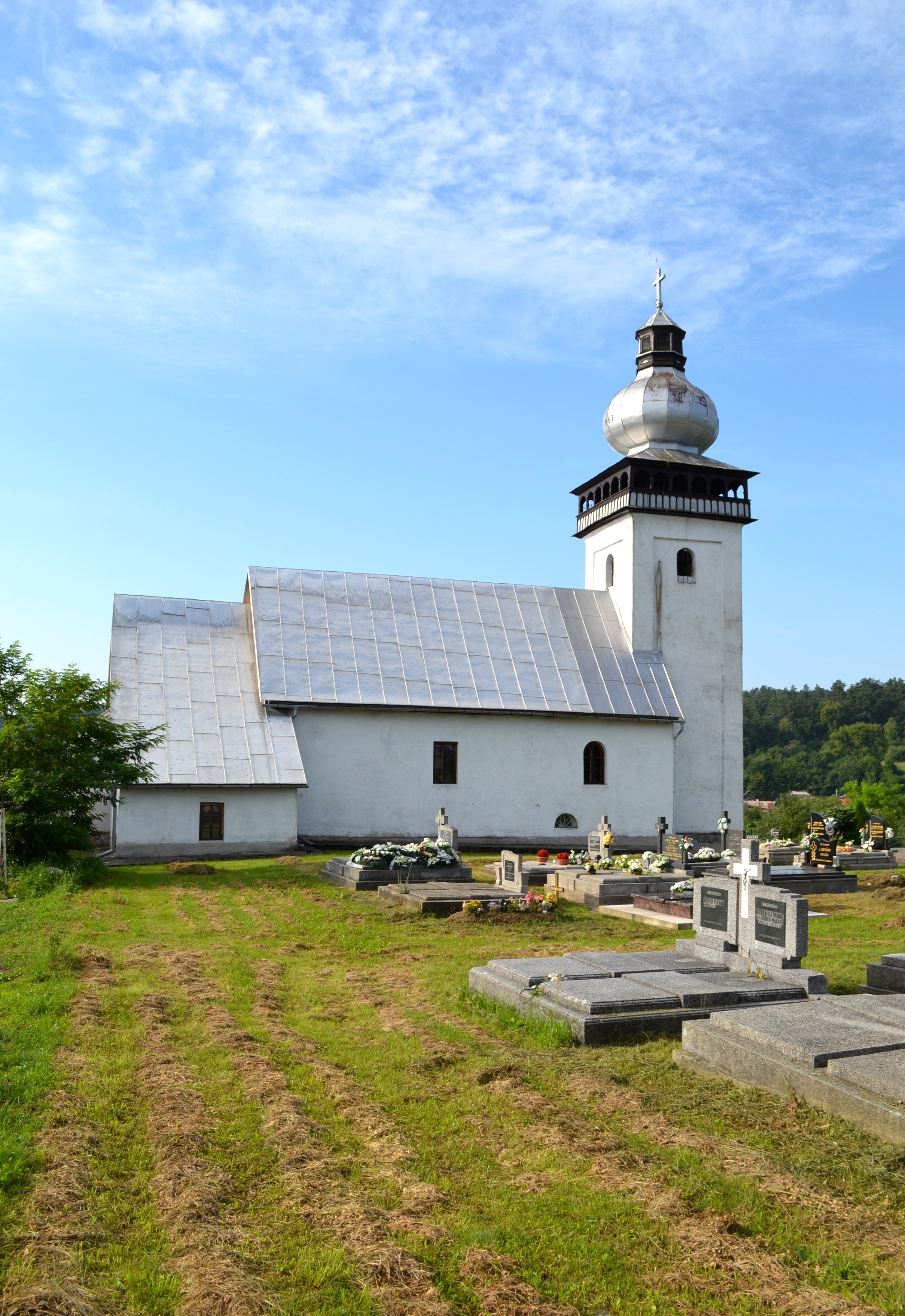
Kirche in Držkovce

Držkovce wurde zum ersten Mal 1243 als Durusk schriftlich erwähnt und war damals königliches Gut. Im Jahr 1318 war das Dorf Besitz des Geschlechts Bebek aus Pleissnitz, im 18. Jahrhundert der Familie Csáky und schließlich Coburg im 19. Jahrhundert. 1551 wohnten hier 23 Familien, in der Zeit der Türkenkriege war der Ort gegenüber dem Osmanischen Reich tributpflichtig. 1828 zählte man 134 Häuser und 981 Einwohner, die als Landwirte und Töpfer beschäftigt waren.
Bis 1918 gehörte der im Komitat Gemer und Kleinhont liegende Ort zum Königreich Ungarn und kam danach zur Tschechoslowakei beziehungsweise heute Slowakei. Auf Grund des Ersten Wiener Schiedsspruchs lag der Ort von 1938 bis 1944 noch einmal in Ungarn.

## Bevölkerung
| Jahr                | 1994 | 2004     | 2014     | 2024    |
| ------------------- | ---- | -------- | -------- | ------- |
| Anzahl der Personen | 462  | 511      | 572      | 569     |
| Unterschied         |      | +10,60 % | +11,93 % | −0,52 % |

| Jahr                | 2023 | 2024    |
| ------------------- | ---- | ------- |
| Anzahl der Personen | 564  | 569     |
| Unterschied         |      | +0,88 % |

Nach der Volkszählung 2011 wohnten in Držkovce 548 Einwohner, davon 366 Magyaren, 95 Roma, 82 Slowaken und ein Pole. Vier Einwohner machten keine Angabe zur Ethnie.
503 Einwohner bekannten sich zur römisch-katholischen Kirche, 12 Einwohner zur reformierten Kirche, neun Einwohner zu den Zeugen Jehovas, zwei Einwohner zur orthodoxen Kirche sowie jeweils ein Einwohner zu den Baptisten und zur evangelisch-methodistischen Kirche. 12 Einwohner waren konfessionslos und bei sieben Einwohnern wurde die Konfession nicht ermittelt.

## Baudenkmäler
- römisch-katholische Michaelskirche im gotischen Stil aus dem späten 13. Jahrhundert, im 17. und 18. Jahrhundert umgebaut und barock gestaltet[6]